# Batalla del estrecho de Malaca
La Batalla del estrecho de Malaca, también llamada Hundimiento del Haguro o Batalla de Penang según las fuentes japonesas, fue un enfrentamiento naval entre la Armada Imperial Japonesa y la Armada Real Británica que tuvo lugar entre el 15 y el 16 de mayo de 1945. Fue el resultado de la búsqueda por las fuerzas británicas del crucero Haguro (Operación Dukedom) y terminó con el hundimiento de este barco a 89 km de Penang. En la acción fallecieron más de 900 japoneses, entre ellos el vicealmirante Shintarō Hashimoto y el contraalmirante Kaju Sugiura. Pudieron ser rescatados 320 supervivientes.

## Desarrollo
El 14 de mayo de 1945, el crucero pesado Haguro, escoltado por el destructor Kamikaze, partió desde Singapur con dirección a Port Blair en las Islas Andamán, para lo cual debía atravesar el estrecho de Malaca. Su misión consistía en transportar alimentos y suministros para la asediada guarnición japonesa de Port Blair y trasladar las tropas allí estacionadas de regreso a Singapur.
Fueron interceptados por una flotilla británica dirigida por el capitán Manley Laurence Power formada por los destructores HMS Saumarez, HMS Verulam, HMS Venus, HMS Vigilant y HMS Virago que los atacaron de forma simultánea desde varias posiciones mediante torpedos y disparos de artillería. A las 2 h 6 minutos del 16 de mayo, el crucero japonés Haguro se hundió tras sufrir varios impactos de torpedos procedentes de los buques británicos, el Kamikaze resultó dañado pero no se hundió y acudió más tarde al lugar donde pudo rescatar más de 300 supervivientes. La batalla del estrecho de Malaca fue una de las últimas batallas navales de superficie que tuvo lugar en la Segunda Guerra Mundial.